# العلاقات الباربادوسية الكولومبية
العلاقات الباربادوسية الكولومبية هي العلاقات الثنائية التي تجمع بين باربادوس وكولومبيا.

## مقارنة بين البلدين
هذه مقارنة عامة ومرجعية للدولتين:
| وجه المقارنة                                              | باربادوس       | كولومبيا        |
| --------------------------------------------------------- | -------------- | --------------- |
| المساحة (كم2)                                             | 439            | 1.14 مليون      |
| عدد السكان (نسمة)                                         | 285.72 ألف     | 49.07 مليون     |
| الكثافة السكانية (ن./كم²)                                 | 65.08 ألف      | 43.04           |
| العاصمة                                                   | بريدج تاون     | بوغوتا          |
| اللغة الرسمية                                             | لغة إنجليزية   | اللغة الإسبانية |
| العملة                                                    | دولار بربادوسي | بيزو كولومبي    |
| الناتج المحلي الإجمالي (بليون دولار)                      | 4.80 مليار     | 309.19 مليار    |
| الناتج المحلي الإجمالي (تعادل القوة الشرائية) بليون دولار | 4.66 مليار     | 724.96 مليار    |
| الناتج المحلي الإجمالي الاسمي للفرد دولار أمريكي          | 15.43 ألف      | 7.60 ألف        |
| الناتج المحلي الإجمالي للفرد دولار أمريكي                 | 16.06 ألف      | 13.36 ألف       |
| مؤشر التنمية البشرية                                      | 0.795          | 0.720           |
| رمز المكالمات الدولي                                      | +1246          | +57             |
| رمز الإنترنت                                              | .bb            | .co             |
| المنطقة الزمنية                                           | 00             | 00              |

## منظمات دولية مشتركة
يشترك البلدان في عضوية مجموعة من المنظمات الدولية، منها:
| علم المنظمة | اسم المنظمة                                                          | تاريخ انضمام باربادوس | تاريخ انضمام كولومبيا |
| ----------- | -------------------------------------------------------------------- | --------------------- | --------------------- |
|             | مؤسسة التنمية الدولية                                                | 29 سبتمبر 1999        | 16 يونيو 1961         |
|             | يونسكو                                                               | 24 أكتوبر 1968        | 31 أكتوبر 1947        |
|             | وكالة ضمان الاستثمار متعدد الأطراف                                   | 12 أبريل 1988         | 30 نوفمبر 1995        |
|             | الأمم المتحدة                                                        | 9 ديسمبر 1966         | 5 نوفمبر 1945         |
|             | وكالة حظر الأسلحة النووية في أمريكا اللاتينية ومنطقة البحر الكاريبي ‏ | ?                     | ?                     |
|             | الاتحاد البريدي العالمي                                              | ?                     | ?                     |
|             | البنك الدولي للإنشاء والتعمير                                        | 12 سبتمبر 1974        | 24 ديسمبر 1946        |
|             | بنك التنمية الكاريبي ‏                                                | ?                     | ?                     |
|             | الاتحاد الدولي للاتصالات                                             | 16 أغسطس 1967         | 25 أغسطس 1914         |
|             | منظمة حظر الأسلحة الكيميائية                                         | ?                     | ?                     |
|             | مؤسسة التمويل الدولية                                                | 25 يونيو 1980         | 20 يوليو 1956         |
|             | المركز الدولي لتسوية المنازعات الاستشارية                            | 1 ديسمبر 1983         | 14 أغسطس 1997         |
|             | منظمة التجارة العالمية                                               | ?                     | ?                     |
|             | منظمة الشرطة الجنائية الدولية                                        | ?                     | ?                     |

## وصلات خارجية
- موقع وزارة الخارجية الباربادوسية